# 楊斌 (播州)
楊斌（？—？），《明實錄》又作楊贇，第27任播州土司，活躍於明朝中葉。 
楊斌是前任土司楊愛之子，在楊愛致仕之後繼任土司之位，被明朝授予播州宣慰使的官職。弘治十三年七月，楊斌遣安撫猶滽等貢馬謝恩。弘治十四年七月，遣頭目鄭鋆等人慶賀萬壽聖節。弘治十四年十二月，貴州賊婦米魯反叛，明朝派兵鎮壓，楊斌率領播州兵應徵參戰。弘治十六年七月，遣長官趙本等進馬、慶賀萬壽聖節。正德元年十月，遣長官劉彬等貢馬、賀萬壽聖節。
楊斌長期派遣心腹在北京鑽營，得以結交當權的宦官劉瑾。狡橫的楊斌不受兩司節制，又慫恿播州安撫羅忠等播州所轄土司上書表奏自己稱屢平普安蠻賊功，並暗中以重金賄賂劉瑾。正德二年八月，楊斌被破格提拔為四川按察使，仍蒞宣慰事。按照舊制，土官有功僅賜予衣帶、或旌賞部眾，無列銜方面者。楊斌向劉瑾行賄之事於正德六年正月被巡按御史俞緇彈劾，但明武宗命令裁去楊斌的四川按察使銜，仍為播州宣慰使。
正德四年九月，遣人賀萬壽聖節貢馬匹方物。正德六年十月，遣遣長官鄭鋆等人貢馬。正德九年正月，差長官都勳等人朝貢馬。十月，遣長官馮俊等人朝貢馬。
楊愛庶兄楊友占據凱離之地，圖謀恢復安寧宣撫之職，但不被准許，於是發兵騷擾播州，洗劫了楊愛的府邸並公私廨宇，大肆殺戮。明朝應楊愛之請，準備發兵進剿之時，楊友已經去世。於是在正德十年五月，明廷授予楊友之子楊弘被授予凱里土舍的官職，賜冠帶，令其隸屬於播州，被囚禁在保寧府的楊友家屬全部釋放，並要求楊弘、楊斌不得互相仇殺。六月，播州土官安撫宋淮（一作宋維）又上奏稱貴州凱口爛土的苗民通過播州凱里草塘諸寨通婚的方式暗中互相勾結，企圖引誘播州下屬的苗民叛亂，請求朝廷賜命楊斌每年帶領土兵巡視播州邊境、直至湖廣鎮巡官巡撫地界，以鎮撫邊民。明廷以「土官舊無領勑出廵例」為由不准其請。明廷回復稱：「今果能撫綏土民、輯睦親族，許復以請。」
楊弘與重安土舍馮綸等有怨，楊弘死後，馮綸等人引誘苗族人攻擊凱里，互相仇殺，侵擾貴州境界。正德十五年，巡撫貴州都御史鄒文盛移問四川會官撫處，踰歲不報。於鄒文盛派參議蔡潮至播州，請求楊斌撫平之。此時楊斌已經致仕，由兒子楊相擔任土司。鄒文盛上奏請求恢復安寧宣撫這個官職由楊弘子弟世襲，並起復楊斌為播州宣慰使。兵部商議後認為安寧宣撫之務已被革去，不可恢復；楊斌已由其子繼位，也不可以起復；土官是否世襲由四川負責；鄒文盛所請不可行，但楊斌確實有撫夷之功。
正德十一年九月，遣長官并把事都勳等人貢馬、賀萬壽聖節。正德十二年，楊斌之父楊愛去世，楊斌以文臣之例希望為之守喪，但明武宗以楊斌「素得夷心，勿令守制，以弭邊患」為由不准其請，仍舊掌印管事且降勑獎勵之。正德十三年九月，遣長官李鏡等貢馬、賀萬壽聖節。正德十五年二月，遣長官把事王祐等貢馬。正德十六年三月，楊斌獲賜蟒衣玉帶。
自2014年起，貴州省考古所對皇墳嘴墓地的楊粲墓附近一帶進行系統勘察。2017年，確認楊粲墓附近的三座土司墓葬分別為楊嘉貞、楊炯、楊斌三代土司的夫妻合葬墓。其中，楊斌墓編號為M4，為楊斌與夫人俞氏的夫妻合葬墓。該墓被盜嚴重。